# Things Go Better with RJ and AL
Things Go Better With RJ And AL – drugi i ostatni studyjny album amerykańskiego duetu hip-hopowego Soul Position, wydany 14 marca 2006 roku nakładem wytwórni Rhymesayers Entertainment. Wydawnictwo podobnie jak poprzedni album zostało w całości wyprodukowane przez RJD2 i zadebiutowało na 45. miejscu notowania Top Independent Albums.

## Lista utworów
Opracowano na podstawie źródła.
| #  | Tytuł                              | Sample                                                        | Czas |
| -- | ---------------------------------- | ------------------------------------------------------------- | ---- |
| 1  | "The Beginning"                    |                                                               | 0:44 |
| 2  | "No Gimmicks"                      |                                                               | 3:12 |
| 3  | "Hand-Me-Downs"                    | - "3:16" w wykonaniu Mursa i 9th Wondera                      | 3:17 |
| 4  | "The Extra Mile"                   |                                                               | 3:37 |
| 5  | "Blame It On The Jager"            |                                                               | 3:12 |
| 6  | "I Need My Minutes"                |                                                               | 3:11 |
| 7  | "Keep It Hot For Daddy"            | - "The Cat Walk" w wykonaniu The Village Soul Choir           | 3:13 |
| 8  | "I'm Free"                         | - "I'm Free" w wykonaniu Millie Jackson                       | 2:26 |
| 9  | "Keys"                             | - "Light of Love" w wykonaniu Ronniego Dobsona                | 4:18 |
| 10 | "The Cool Thing To Do"             |                                                               | 3:01 |
| 11 | "Priceless"                        | - "We're Still Together" w wykonaniu Overtona Vertisa Wrighta | 3:35 |
| 12 | "Drugs, Sex, Alcohol, Rock-N-Roll" |                                                               | 4:10 |
| 13 | "Things Go Better"                 |                                                               | 4:32 |

## Notowania
Album
| Rok  | Album                           | Pozycja                |
| Rok  | Album                           | Top Independent Albums |
| ---- | ------------------------------- | ---------------------- |
| 2006 | Things Go Better With RJ And AL | 45                     |